# كرف (لاريجان السفلي)
کرف (بالفارسية: کرف) هي قرية تقع في إيران في قسم لاریجان السفلی الريفي. يقدر عدد سكانها بـ 56 نسمة بحسب إحصاء 2016.